# Pontefract Castle

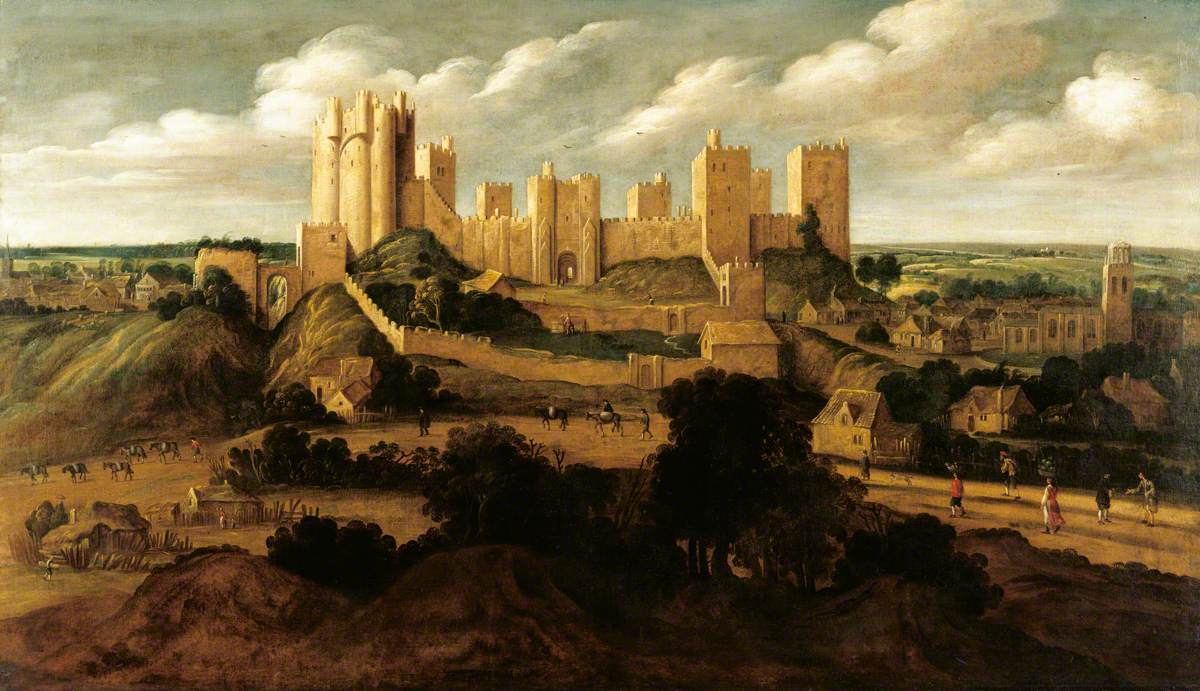
Pontefract Castle i början av 1600-talet

Pontefract Castle i West Yorkshire nära staden Pontefract,  byggdes omkring 1070 av en riddare, Ilbert de Lacy (som också var ansvarig för uppförandet av Kirkstall Abbey), på mark som han förlänats av Vilhelm Erövraren som belöning för hans stöd under den normandiska erövringen av England. Det finns dock rester från tidigare bebyggelse på platsen, och ursprungligen var borgen av trä, som ersattes av sten efter hand.
Släkten de Lacy bodde i borgen fram till nästa århundrade då Robert de Lacy inte stödde Henrik I av England under hans maktkamp med brodern, och borgen konfiskerades därför från familjen.
Under 1311 blev Pontefract Castle en del av Huset Lancasters egendomar. Thomas, earl av Lancaster (1278–1322) halshöggs utanför slottsmurarna sex dagar efter hans förlust i  Slaget vid Boroughbridge, en dom avgjord av kungen själv. Detta ledde till att earlen blev en martyr och hans grav i Pontefract Priory blev en helgedom. Senare blev Johan av Gent, en av Edvard III:s söner, så förtjust i slottet att han gjorde det sitt och spenderade stora summor på att förbättra det. Rikard II av England (1367–1400) antas ha mördats i Pontefract Castle, möjligen i Gascoigne Tower. 
Borgen har legat i ruiner sedan 1644 då den var ett rojalistiskt fäste under det Engelska inbördeskriget och belägrades minst tre gånger av parlamentaristerna som var ansvariga för borgens nuvarande förfallna tillstånd och många av dess skador. Den sista räden hade uppenbarligen stöd hos lokalbefolkningen, som var tacksamma över att få förstöra borgen och därigenom få ett slut på stridigheterna i området. Det är fortfarande möjligt att besöka borgens 1200-talskällaren som under inbördeskriget användes som vapenförråd. 